# Тимофеев, Иван Тимофеевич

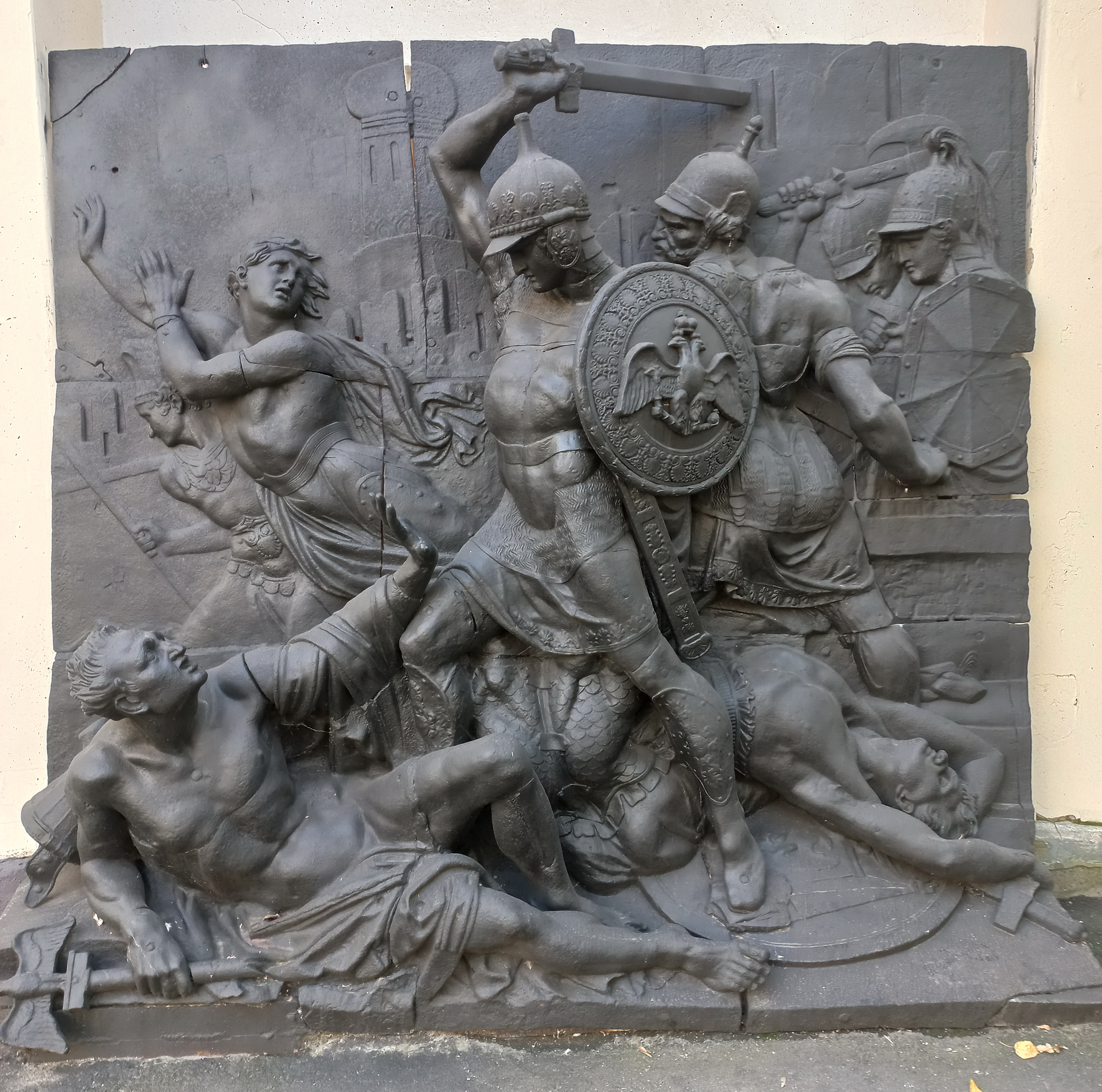

Иван Тимофеевич Тимофеев  (ум. 1830) — русский скульптор.
Воспитанник Императорской Академии Художеств. Окончил Академию художеств в 1812. Поселился в Москве и был постоянным соработником скульптора И. П. Витали.
Был помощником Витали в работе по скульптурному оформлению Триумфальной арки. Тимофеевым был исполнен для Триумфальных ворот барельеф «Изгнание французов».
Помогал Мартосу при создании памятника Минину и Пожарскому, за эту работу получил 3 тысячи рублей.
Умер от холеры предположительно в 1830 году.